# Pseudomiza opaca
Pseudomiza opaca är en fjärilsart som beskrevs av James John Joicey och Talbot 1917. Pseudomiza opaca ingår i släktet Pseudomiza och familjen mätare. Inga underarter finns listade.